# Zaorejas
Zaorejas è un comune spagnolo di 101 abitanti (2022) situato nella comunità autonoma di Castiglia-La Mancia.
Il comune comprende, oltre al capoluogo omonimo, i nuclei abitati di Huertapelayo e Villar de Cobeta.